# Néfiach
Néfiach [nefjak]  est une commune française, située dans le nord-est du département des Pyrénées-Orientales en région Occitanie. Sur le plan historique et culturel, la commune est dans le Roussillon, une ancienne province du royaume de France, qui a existé de 1659 jusqu'en 1790 et qui recouvrait les trois vigueries du Roussillon, du Conflent et de Cerdagne.
Exposée à un climat méditerranéen, elle est drainée par la Têt, le Boulès. La commune possède un patrimoine naturel remarquable composé de deux zones naturelles d'intérêt écologique, faunistique et floristique.
Néfiach est une commune rurale qui compte 1 371 habitants en 2022, après avoir connu une forte hausse de la population depuis 1975. Elle fait partie de l'aire d'attraction de Perpignan. Ses habitants sont appelés les Néfiachois ou  Néfiachoises.

## Géographie

### Localisation
La commune de Néfiach se trouve dans le département des Pyrénées-Orientales, en région Occitanie.
Elle se situe à 19 km à vol d'oiseau de Perpignan, préfecture du département, à 22 km de Prades, sous-préfecture, et à 10 km du Le Soler, bureau centralisateur du canton de la Vallée de la Têt dont dépend la commune depuis 2015 pour les élections départementales.
La commune fait en outre partie du bassin de vie de Millas.
Les communes les plus proches sont : 
Millas (2,4 km), Corbère-les-Cabanes (4,1 km), Corbère (4,6 km), Ille-sur-Têt (4,6 km), Saint-Féliu-d'Amont (4,6 km), Corneilla-la-Rivière (5,2 km), Bélesta (5,5 km), Camélas (5,6 km).
Sur le plan historique et culturel, Néfiach fait partie de la région de Conflent, héritière de l'ancien comté de Conflent et de la viguerie de Conflent. Ce pays correspond à l'ensemble des vallées pyrénéennes qui « confluent » avec le lit creusé par la Têt entre Mont-Louis, porte de la Cerdagne, et Rodès, aux abords de la plaine du Roussillon.

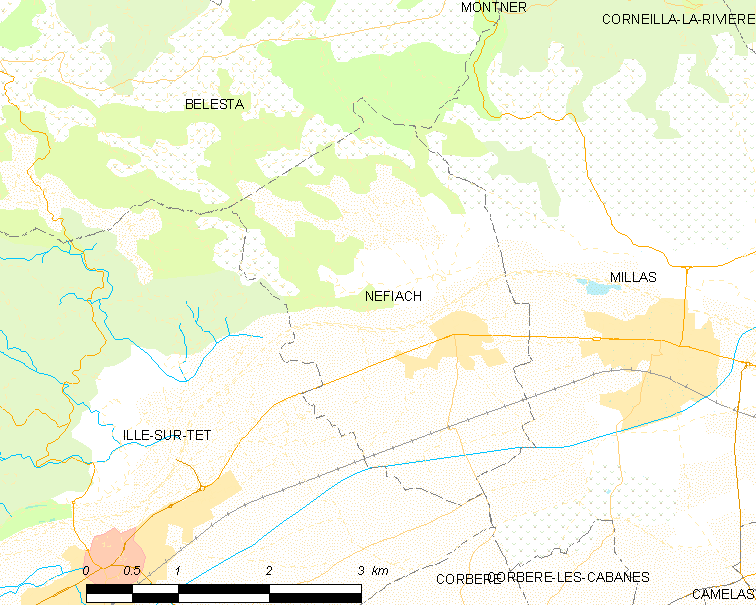
Situation de la commune.

|              | Bélesta |        |
|              | Néfiach | Millas |
| Ille-sur-Têt |         |        |

### Géologie et relief
La commune est classée en zone de sismicité 3, correspondant à une sismicité modérée.

### Climat
Pour des articles plus généraux, voir Climat de l'Occitanie et Climat des Pyrénées-Orientales.
En 2010, le climat de la commune est de type climat méditerranéen franc, selon une étude du CNRS s'appuyant sur une série de données couvrant la période 1971-2000. En 2020, Météo-France publie une typologie des climats de la France métropolitaine dans laquelle la commune est exposée à un climat méditerranéen et est dans la région climatique Pyrénées orientales, caractérisée par une faible pluviométrie, un très bon ensoleillement (2 600 h/an), un air sec, particulièrement en hiver et peu de brouillards.
Pour la période 1971-2000, la température annuelle moyenne est de 14,5 °C, avec une amplitude thermique annuelle de 15,7 °C. Le cumul annuel moyen de précipitations est de 754 mm, avec 6,3 jours de précipitations en janvier et 2,6 jours en juillet. Pour la période 1991-2020, la température moyenne annuelle observée sur la station météorologique la plus proche, située sur la commune de Caixas à 12 km à vol d'oiseau, est de 15,5 °C et le cumul annuel moyen de précipitations est de 729,7 mm,. Pour l'avenir, les paramètres climatiques de la commune estimés pour 2050 selon différents scénarios d’émission de gaz à effet de serre sont consultables sur un site dédié publié par Météo-France en novembre 2022.

### Milieux naturels et biodiversité
L’inventaire des zones naturelles d'intérêt écologique, faunistique et floristique (ZNIEFF) a pour objectif de réaliser une couverture des zones les plus intéressantes sur le plan écologique, essentiellement dans la perspective d’améliorer la connaissance du patrimoine naturel national et de fournir aux différents décideurs un outil d’aide à la prise en compte de l’environnement dans l’aménagement du territoire.
Une ZNIEFF de type 1 est recensée sur la commune :
la « vallée de la Têt de Vinça à Perpignan » (554 ha), couvrant 10 communes du département et une ZNIEFF de type 2, : 
le « massif du Fenouillèdes » (34 157 ha), couvrant 40 communes dont une dans l'Aude et 39 dans les Pyrénées-Orientales.

Carte des ZNIEFF de type 1 et 2 à Néfiach.
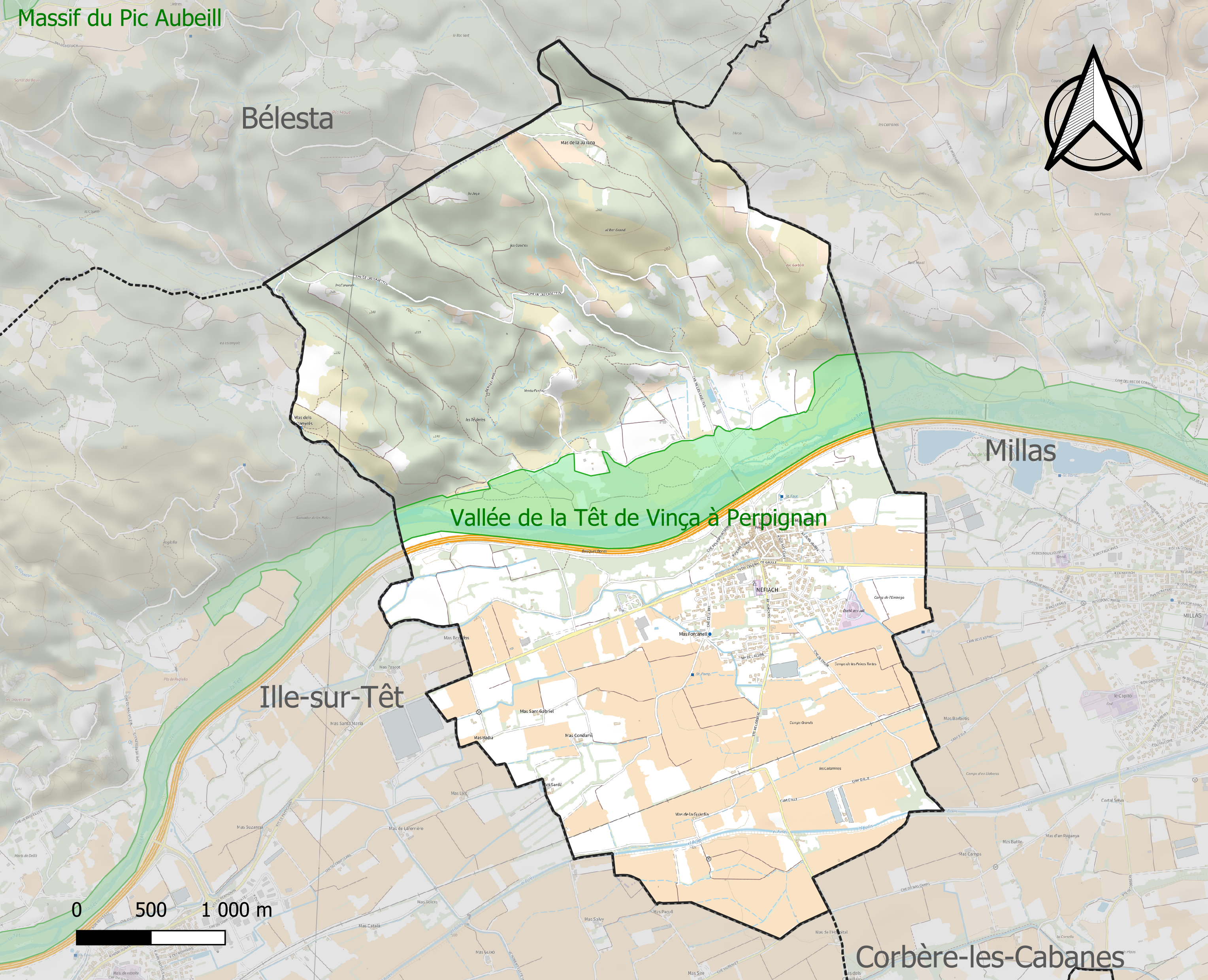
Carte de la ZNIEFF de type 1 sur la commune.
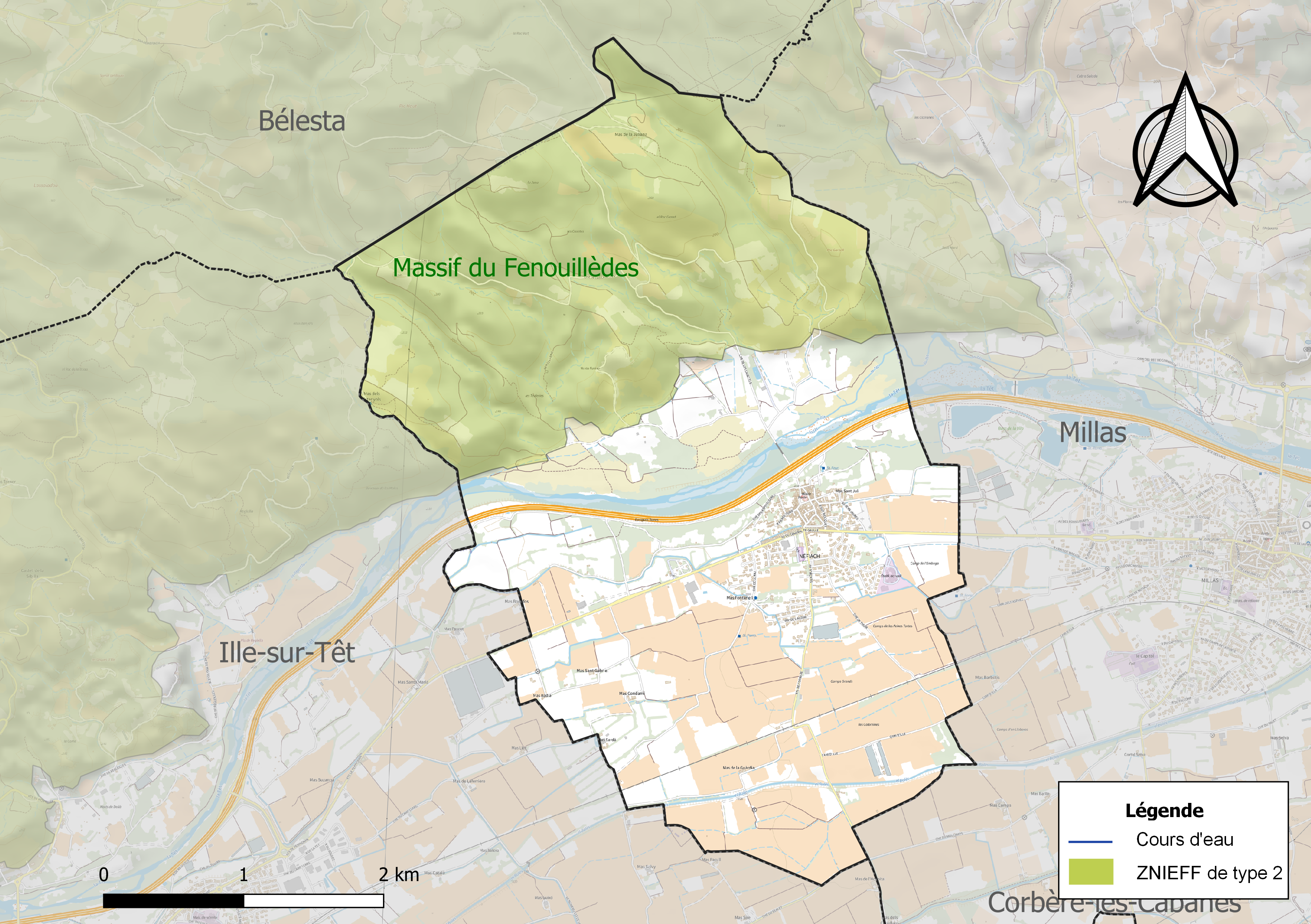
Carte de la ZNIEFF de type 2 sur la commune.

## Urbanisme

### Typologie
Au 1er janvier 2024, Néfiach est catégorisée bourg rural, selon la nouvelle grille communale de densité à sept niveaux définie par l'Insee en 2022.
Elle est située hors unité urbaine. Par ailleurs la commune fait partie de l'aire d'attraction de Perpignan, dont elle est une commune de la couronne,. Cette aire, qui regroupe 118 communes, est catégorisée dans les aires de 200 000 à moins de 700 000 habitants,.

### Occupation des sols
L'occupation des sols de la commune, telle qu'elle ressort de la base de données européenne d’occupation biophysique des sols Corine Land Cover (CLC), est marquée par l'importance des territoires agricoles (75,9 % en 2018), en diminution par rapport à 1990 (78,5 %). La répartition détaillée en 2018 est la suivante : 
cultures permanentes (38,2 %), zones agricoles hétérogènes (29,8 %), milieux à végétation arbustive et/ou herbacée (16,4 %), prairies (7,9 %), zones urbanisées (5,6 %), forêts (2 %). L'évolution de l’occupation des sols de la commune et de ses infrastructures peut être observée sur les différentes représentations cartographiques du territoire : la carte de Cassini (XVIIIe siècle), la carte d'état-major (1820-1866) et les cartes ou photos aériennes de l'IGN pour la période actuelle (1950 à aujourd'hui).

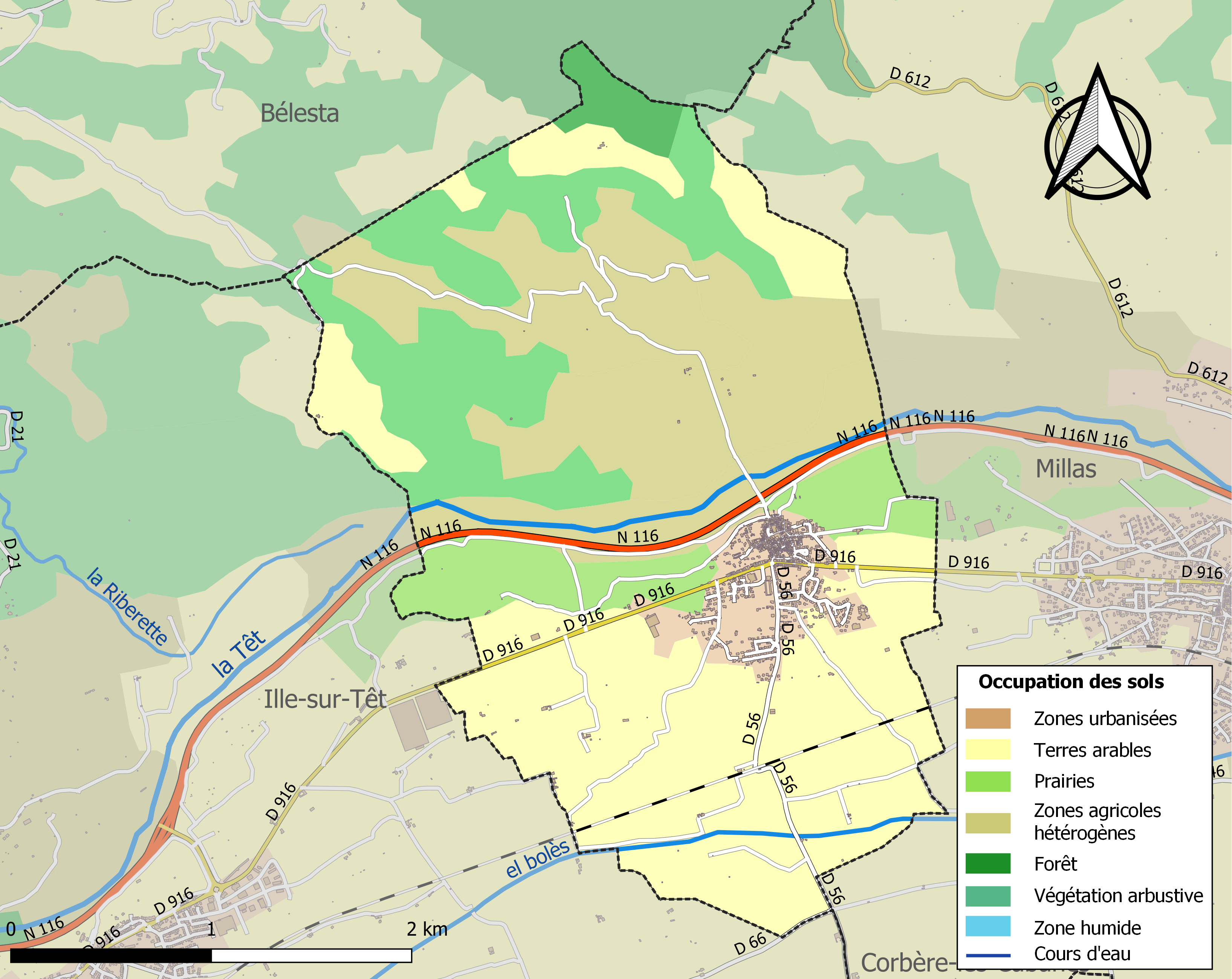
Carte des infrastructures et de l'occupation des sols de la commune en 2018 (CLC).

### Voies de communication et transports
Plusieurs lignes du réseau régional liO desservent la commune : 512 (Corbère - Gare de Perpignan), 520 (Prades - Gare de Perpignan).

### Risques majeurs
Le territoire de la commune de Néfiach est vulnérable à différents aléas naturels : inondations, climatiques (grand froid ou canicule), feux de forêts, mouvements de terrains et séisme (sismicité modérée). Il est également exposé à deux risques technologiques, le transport de matières dangereuses et la rupture d'un barrage, et à un risque particulier, le risque radon,.

#### Risques naturels
Certaines parties du territoire communal sont susceptibles d’être affectées par le risque d’inondation par crue torrentielle de cours d'eau du bassin de la Têt. La commune fait partie du territoire à risques importants d'inondation (TRI) de Perpignan-Saint-Cyprien, regroupant 43 communes du bassin de vie de l'agglomération perpignanaise, un des 31 TRI qui ont été arrêtés le 12 décembre 2012 sur le bassin Rhône-Méditerranée. Des cartes des surfaces inondables ont été établies pour trois scénarios : fréquent (crue de temps de retour de 10 ans à 30 ans), moyen (temps de retour de 100 ans à 300 ans) et extrême (temps de retour de l'ordre de 1 000 ans, qui met en défaut tout système de protection),.
Les mouvements de terrains susceptibles de se produire sur la commune sont soit des mouvements liés au retrait-gonflement des argiles, soit des glissements de terrains, soit des chutes de blocs. Une cartographie nationale de l'aléa retrait-gonflement des argiles permet de connaître les sols argileux ou marneux susceptibles vis-à-vis de ce phénomène.
Ces risques naturels sont pris en compte dans l'aménagement du territoire de la commune par le biais d'un plan de prévention des risques inondations.

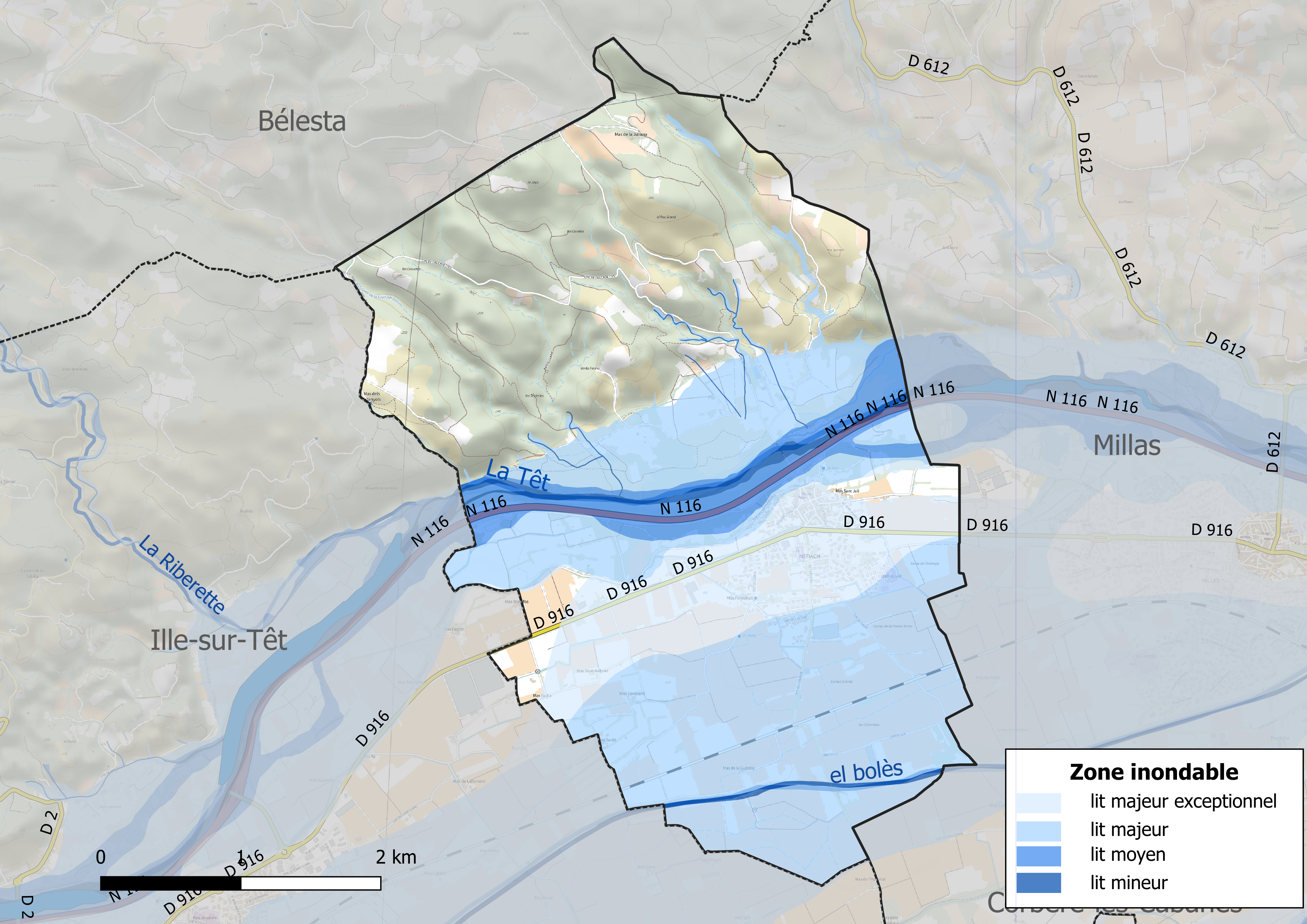
Carte des zones inondables.
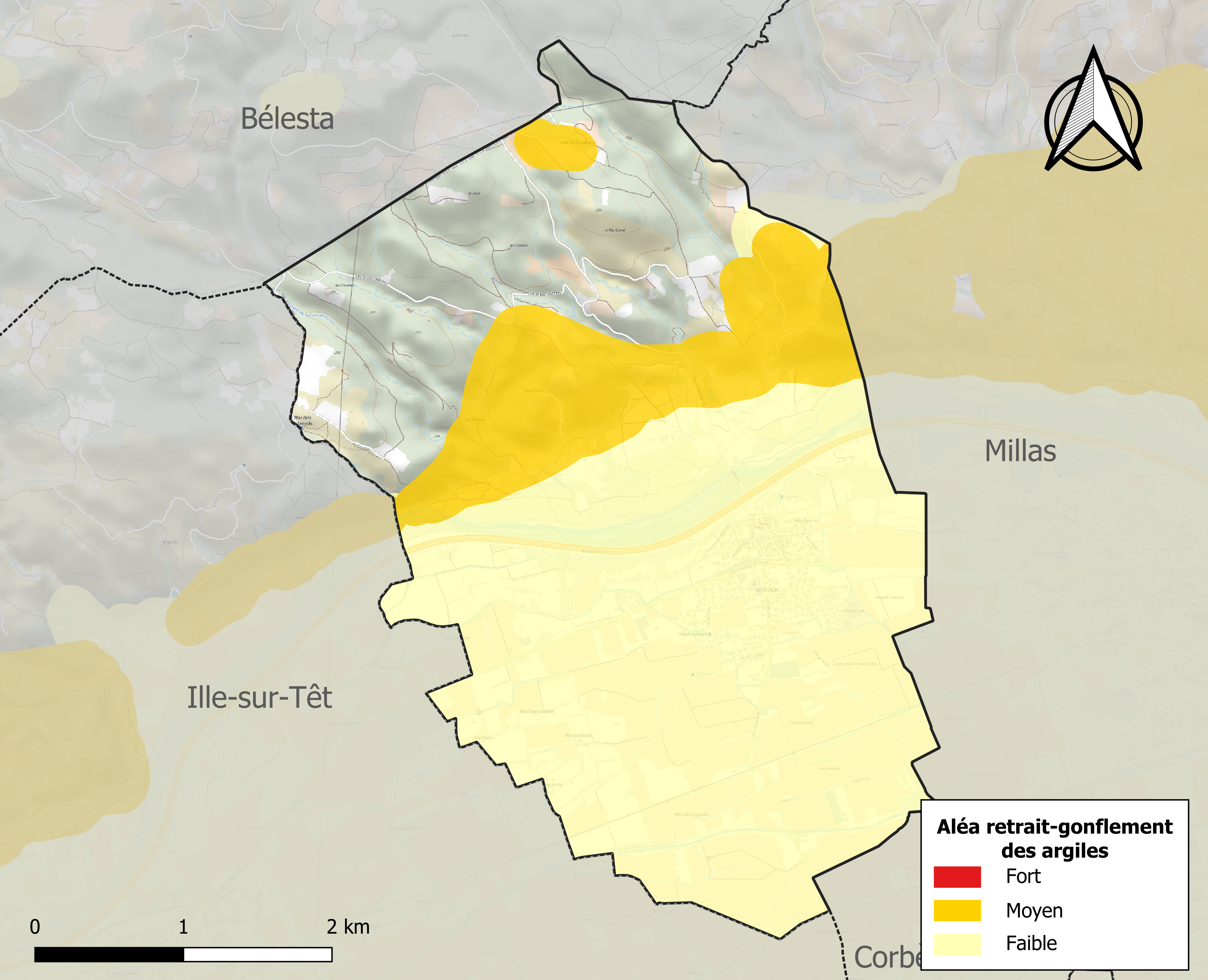
Carte des zones d'aléa retrait-gonflement des argiles.

#### Risques technologiques
Le risque de transport de matières dangereuses sur la commune est lié à sa traversée par une route à fort trafic. Un accident se produisant sur une telle infrastructure est en effet susceptible d’avoir des effets graves au bâti ou aux personnes jusqu’à 350 m, selon la nature du matériau transporté. Des dispositions d’urbanisme peuvent être préconisées en conséquence.
Dans le département des Pyrénées-Orientales, on dénombre sept grands barrages susceptibles d’occasionner des dégâts en cas de rupture. La commune fait partie des 66 communes susceptibles d’être touchées par l’onde de submersion consécutive à la rupture d’un de ces barrages, les barrages de Vinça ou des Bouillouses sur la Têt.

#### Risque particulier
Dans plusieurs parties du territoire national, le radon, accumulé dans certains logements ou autres locaux, peut constituer une source significative d’exposition de la population aux rayonnements ionisants. Toutes les communes du département sont concernées par le risque radon à un niveau plus ou moins élevé. Selon la classification de 2018, la commune de Néfiach est classée en zone 3, à savoir zone à potentiel radon significatif.

## Toponymie
En catalan, le nom de la commune est Nefiac.

## Histoire
« L'alleu de Nisifiaco est cité pour la première fois en 850. Son casirum ou força existait dès l'an 1274; il avait la forme d'un petit quadrilatère flanqué de tours rondes dont une seule est restée debout. Le groupe scolaire la mairie et l'église occupent la majeure partie de cet ancien Château ; car cette église, considérablement agrandie dans les temps modernes, n'était à l'origine qu'une petite chapelle dédiée à la Vierge ; elle était très probablement antérieure à la construction du château. Le canal d'arrosage date de 1163, époque où Pons d'Ille concéda à Artald de Gastelinou et à deux autres seigneurs de Miilas le droit de prendre six meules d'eau dans la Tet, au territoire de Regleille, et de les conduire à Miilas en passant par Néfiach. En face du village, sur la rive gauche de la Tet, se montrent des coteaux formés par des lits de coquilles fossiles entremêlées de couches de terre et de sable qui datent de l'époque pliocène. Parmi ces coquilles il faut citer le Pecten latirostatua, qui mesure 28 cent, de longueur sur 30 de largeur. On peut en voir des spécimens au Musée de Perpignan. Plus haut, et tout près du Mas de NaJulianti on trouvera une source saline sulfatée calcique très connue dans tout le pays. »

## Politique et administration

### Liste des maires
| Période | Période  | Identité       | Étiquette | Qualité |
| ------- | -------- | -------------- | --------- | ------- |
| 2001    | 2006     | Bernard Payrou |           |         |
| 2006    | 2020     | Claude Moret,  |           |         |
| 2020    | En cours | Patrice Vila   |           |         |

## Population et société

### Démographie ancienne
La population est exprimée en nombre de feux (f) ou d'habitants (H).
| 1365 | 1378 | 1515 | 1553 | 1643 | 1709 | 1720  | 1730  | 1767  |
| ---- | ---- | ---- | ---- | ---- | ---- | ----- | ----- | ----- |
| 20 f | 12 f | 11 f | 6 f  | 20 f | 77 f | 120 f | 128 f | 627 H |

| 1774  | 1789  | 1790  | - | - | - | - | - | - |
| ----- | ----- | ----- | - | - | - | - | - | - |
| 128 f | 162 f | 612 H | - | - | - | - | - | - |

### Démographie contemporaine
L'évolution du nombre d'habitants est connue à travers les recensements de la population effectués dans la commune depuis 1793. Pour les communes de moins de 10 000 habitants, une enquête de recensement portant sur toute la population est réalisée tous les cinq ans, les populations de référence des années intermédiaires étant quant à elles estimées par interpolation ou extrapolation. Pour la commune, le premier recensement exhaustif entrant dans le cadre du nouveau dispositif a été réalisé en 2006.

En 2022, la commune comptait 1 371 habitants, en évolution de +7,03 % par rapport à 2016 (Pyrénées-Orientales : +3,92 %, France hors Mayotte : +2,11 %).
| 1793 | 1800 | 1806 | 1821 | 1831  | 1836  | 1841  | 1846  | 1851  |
| ---- | ---- | ---- | ---- | ----- | ----- | ----- | ----- | ----- |
| 796  | 774  | 857  | 935  | 1 017 | 1 007 | 1 043 | 1 094 | 1 085 |

| 1856 | 1861  | 1866  | 1872  | 1876  | 1881  | 1886  | 1891  | 1896  |
| ---- | ----- | ----- | ----- | ----- | ----- | ----- | ----- | ----- |
| 989  | 1 052 | 1 038 | 1 023 | 1 087 | 1 097 | 1 109 | 1 064 | 1 091 |

| 1901  | 1906  | 1911  | 1921 | 1926 | 1931 | 1936 | 1946 | 1954 |
| ----- | ----- | ----- | ---- | ---- | ---- | ---- | ---- | ---- |
| 1 062 | 1 031 | 1 046 | 909  | 912  | 918  | 908  | 794  | 838  |

| 1962 | 1968 | 1975 | 1982 | 1990 | 1999 | 2006 | 2011  | 2016  |
| ---- | ---- | ---- | ---- | ---- | ---- | ---- | ----- | ----- |
| 853  | 830  | 746  | 713  | 835  | 789  | 943  | 1 189 | 1 281 |

| 2021  | 2022  | - | - | - | - | - | - | - |
| ----- | ----- | - | - | - | - | - | - | - |
| 1 343 | 1 371 | - | - | - | - | - | - | - |

| selon la population municipale des années : | 1968 | 1975 | 1982 | 1990 | 1999 | 2006 | 2009 | 2013 |
| Rang de la commune dans le département      | 65   | 71   | 82   | 76   | 83   | 83   | 79   | 75   |
| Nombre de communes du département           | 232  | 217  | 220  | 225  | 226  | 226  | 226  | 226  |

### Enseignement
Le secteur du collège est Ille-sur-Têt.

### Manifestations culturelles et festivités
- Fête patronale : 15 août[42] ;
- Fête communale : 2 janvier[42] ;
- Foire : dernier dimanche d'octobre[42].

## Économie

### Revenus
En 2018, la commune compte 539 ménages fiscaux, regroupant 1 280 personnes. La médiane du revenu disponible par unité de consommation est de 20 090 € (19 350 € dans le département).

### Emploi
|                | 2008   | 2013   | 2018   |
| -------------- | ------ | ------ | ------ |
| Commune        | 9,4 %  | 10,5 % | 14,3 % |
| Département    | 10,3 % | 12,9 % | 13,3 % |
| France entière | 8,3 %  | 10 %   | 10 %   |

En 2018, la population âgée de 15 à 64 ans s'élève à 792 personnes, parmi lesquelles on compte 75,4 % d'actifs (61,1 % ayant un emploi et 14,3 % de chômeurs) et 24,6 % d'inactifs,. En  2018, le taux de chômage communal (au sens du recensement) des 15-64 ans est supérieur à celui de la France et du département, alors qu'il était inférieur à celui du département en 2008.
La commune fait partie de la couronne de l'aire d'attraction de Perpignan, du fait qu'au moins 15 % des actifs travaillent dans le pôle,. Elle compte 256 emplois en 2018, contre 233 en 2013 et 245 en 2008. Le nombre d'actifs ayant un emploi résidant dans la commune est de 489, soit un indicateur de concentration d'emploi de 52,4 % et un taux d'activité parmi les 15 ans ou plus de 57,9 %.
Sur ces 489 actifs de 15 ans ou plus ayant un emploi, 87 travaillent dans la commune, soit 18 % des habitants. Pour se rendre au travail, 90,7 % des habitants utilisent un véhicule personnel ou de fonction à quatre roues, 0,8 % les transports en commun, 5,7 % s'y rendent en deux-roues, à vélo ou à pied et 2,9 % n'ont pas besoin de transport (travail au domicile).

### Activités hors agriculture

#### Secteurs d'activités
69 établissements sont implantés  à Néfiach au 31 décembre 2019. Le tableau ci-dessous en détaille le nombre par secteur d'activité et compare les ratios avec ceux du département,.
| Secteur d'activité                                                                                        | Commune | Commune | Département |
| Secteur d'activité                                                                                        | Nombre  | %       | %           |
| --- | ------- | ------- | ----------- |
| Ensemble                                                                                                  | 69      |         |             |
| Industrie manufacturière, industries extractives et autres                                                | 8       | 11,6 %  | (8,7 %)     |
| Construction                                                                                              | 19      | 27,5 %  | (14,3 %)    |
| Commerce de gros et de détail, transports, hébergement et restauration                                    | 14      | 20,3 %  | (30,5 %)    |
| Information et communication                                                                              | 2       | 2,9 %   | (1,9 %)     |
| Activités immobilières                                                                                    | 3       | 4,3 %   | (6,2 %)     |
| Activités spécialisées, scientifiques et techniques et activités de services administratifs et de soutien | 11      | 15,9 %  | (13 %)      |
| Administration publique, enseignement, santé humaine et action sociale                                    | 6       | 8,7 %   | (13,9 %)    |
| Autres activités de services                                                                              | 6       | 8,7 %   | (8,5 %)     |

Le secteur de la construction est prépondérant sur la commune puisqu'il représente 27,5 % du nombre total d'établissements de la commune (19 sur les 69 entreprises implantées  à Néfiach), contre 14,3 % au niveau départemental.

#### Entreprises et commerces
Les trois entreprises ayant leur siège social sur le territoire communal qui génèrent le plus de chiffre d'affaires en 2020 sont : 
- Ensto France, fabrication de matériel d'installation électrique (14 585 k€)
- Medianet 66, programmation informatique (11 k€)
- Fryou, location de terrains et d'autres biens immobiliers (0 k€)

### Agriculture
|               | 1988 | 2000 | 2010 | 2020 |
| ------------- | ---- | ---- | ---- | ---- |
| Exploitations | 104  | 49   | 17   | 9    |
| SAU (ha)      | 445  | 314  | 144  | 134  |

La commune est dans la « plaine du Roussillon », une petite région agricole occupant la bande côtière et une grande partie centrale du département des Pyrénées-Orientales. En 2020, l'orientation technico-économique de l'agriculture  sur la commune est la culture de fruits ou d'autres cultures permanentes. Neuf exploitations agricoles ayant leur siège dans la commune sont dénombrées lors du recensement agricole de 2020 (104 en 1988). La superficie agricole utilisée est de 134 ha,,.

## Culture locale et patrimoine

### Monument et lieux touristiques
- Église Sainte-Marie de Néfiach.

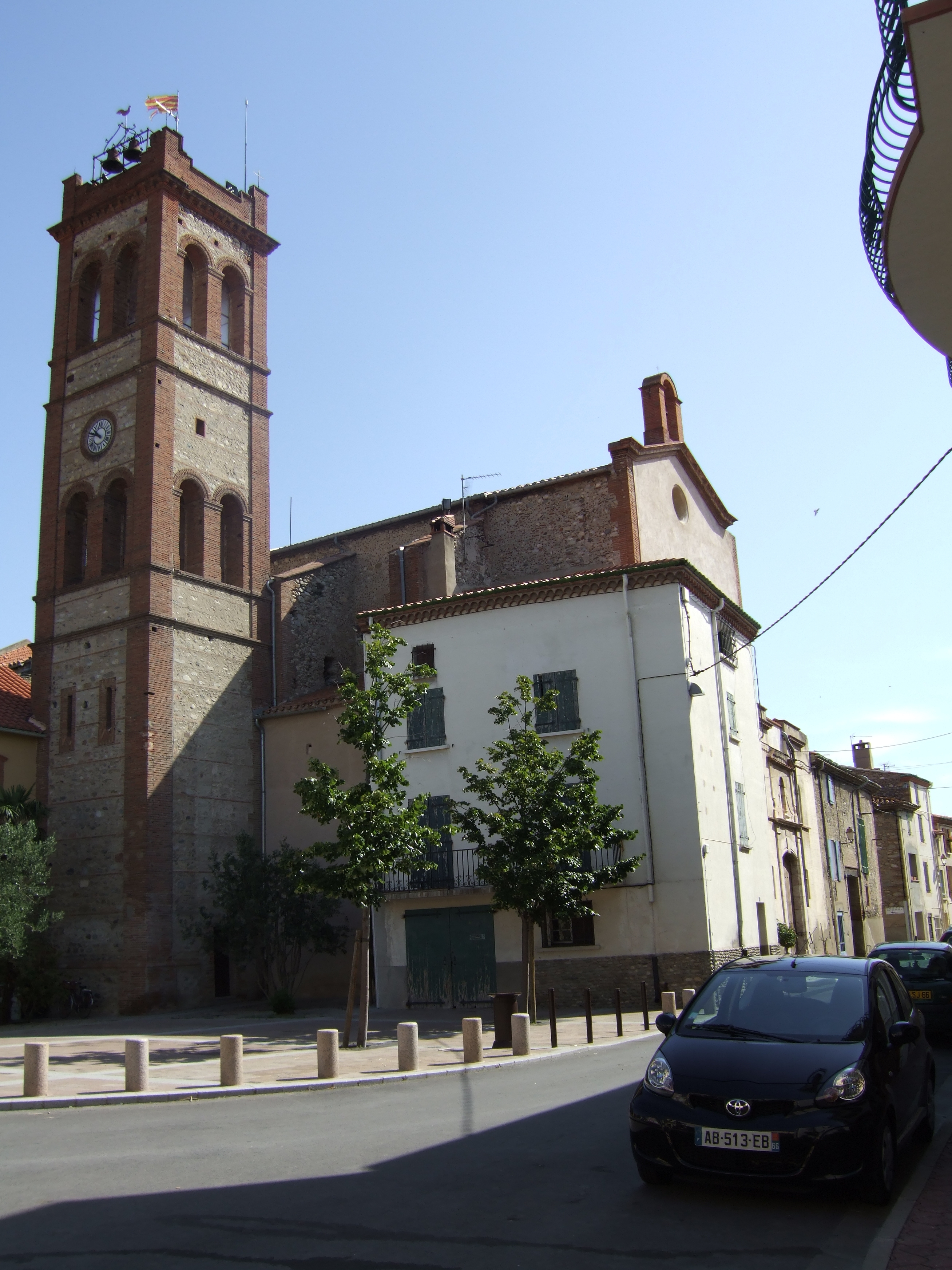
L'église Sainte-Marie
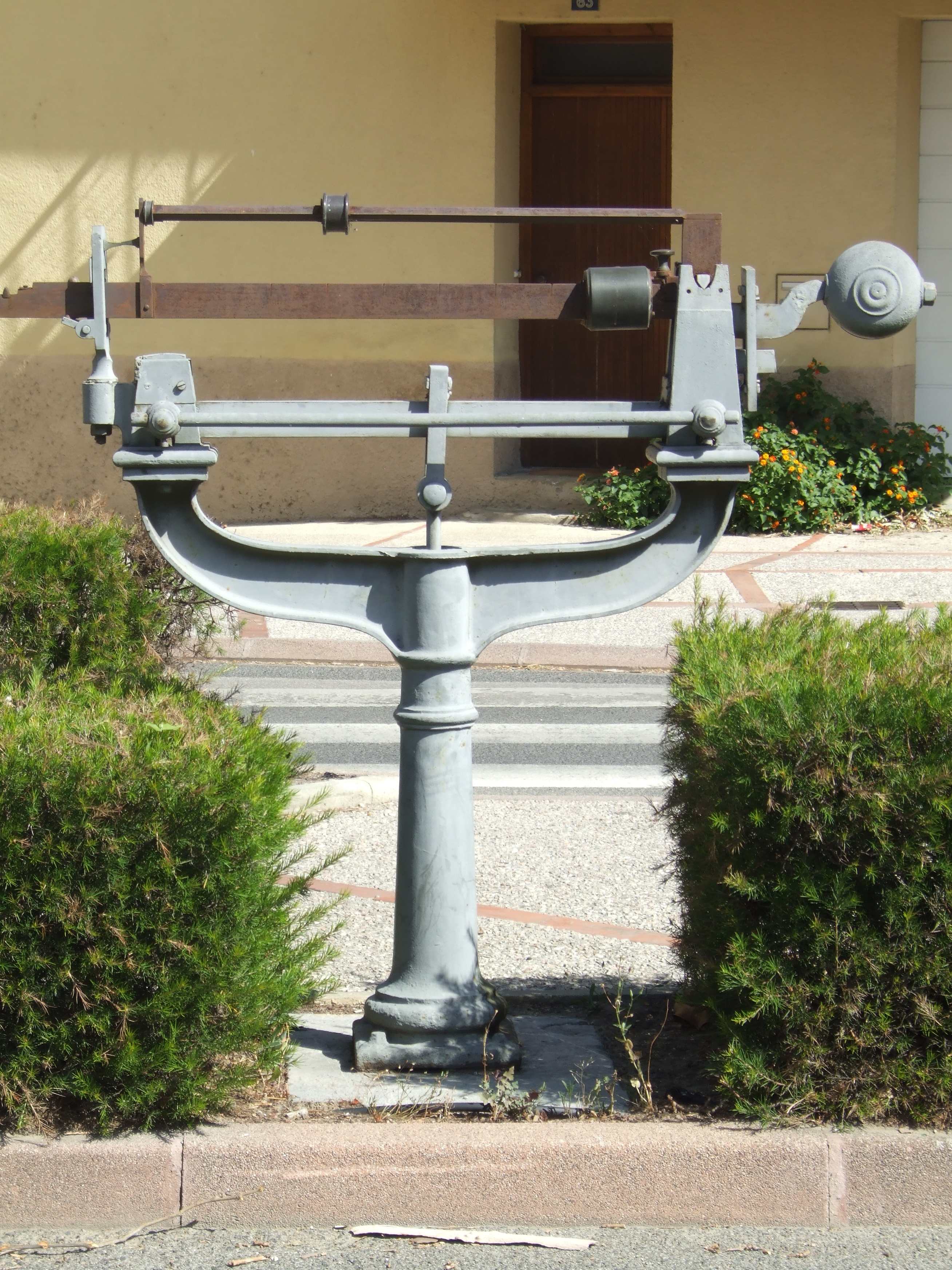
Ancienne balance

### Personnalités liées à la commune
- Paul Constans (1857-1931) : homme politique né à Néfiach.
- Alphonse Mortages (1866-1944) : marin, hôtelier et chercheur d'or à Madagascar né à Néfiach.
- Adrien Sobra (1897-1985) : écrivain né à Néfiach.

Vails Antoine Antonin (1908-1945) 
Déporté politique en Allemagne en avril 1944.Vails Antoine : Antonin ou Antoine Vails est né le 15 septembre 1908 à Thuir, Pyrénées orientales. Il est le fils de Marguerite Vails. Il est employé de banque au comptoir national d'escompte de Perpignan, lorsqu'il épouse Lucie Xibaut, à Nefiach (Pyrénées Orientales), le 28 janvier 1933.Elle est couturière, ils ont deux enfants, Gisèle, née en 1935,et Andrée, en 1939.Il adhère au mouvement Liberté dès février ou Mars 1941,selon Mathieu Py, l'un de ses fondateurs dans les Pyrénées Orientales, en janvier 1941. Ce mouvement va donner naissance à Combat, dont Antonin Vails est membre, sous le pseudonyme de "Val". Il a un rôle propagandiste sur le canton de Millas et fait partie des groupes francs de Combat à partir de mars 1942.Il participe aussi à des actes de sabotage. 
Le Sipo-SD l'arrette le 12 avril 1944,à Nefiach, dans le cadre d'internement massifs dans les milieux résistants, entre le 12 et le 17 avril 1944.Antonin Vails est interné à la citadelle de Perpignan, où existe une prison dans laquelle les prisonniers sont interrogés et souvent torturés, jusqu'au 3 mai 1944 , date de son départ pour Compiègne. Il y est enregistré avec le matricule 34335. Le 12 mai, il est déporté dans le convoi de 2073 hommes dirigé vers Buchenwald, où il arrive le 14.Il y devient le matricule 51707.Apres quelques jours au petit camp il est affecté à la SS Baubrigade IV à Ellrich où les détenus sont employés d'une voie ferrée. Du 12 juin au 2 juillet, il est placé au Revoir, Block 23 , pour des problèmes rhu-matologiques. Il est ensuite conduit au camp annexe de Günzerode qui dépend de la SS Baubrigade IV dont une partie est massacré par les SS le 13 avril 1945 dans une grange de Garde légende. Le document officiel envoyé à son lieu de naissance indique " Le 11 avril 1944 est décédé en Allemagne, Antoine Vails" Ses enfants ont été reconnu "pupilles de la nation" 
Sources:SHDM Vincennes
Pierre Chevalier.